# Ligne 47 du tramway de Bruxelles
Pour les articles homonymes, voir Ligne 47.
La ligne 47 est une ancienne ligne du tramway de Bruxelles qui reliait Bruxelles à Neder-Over-Heembeek entre 1927 et 1957.

## Histoire
La ligne est mise en service le 12 juin 1927 sous l'indice 47 entre la Bourse à Bruxelles et le Château de Meudon à Neder-Over-Heembeek. Bien que Neder-Over-Heembeek soit une section de la ville de Bruxelles depuis 1921, la tarification de la ligne est suburbaine, situation qui va durer jusqu'au 1er février 1935.
En décembre 1936, la ligne est étendue du Château de Meudon à l'avenue du Marly, la ligne est alors renforcée par un service partiel 47/ limité au Château de Meudon.

Au cours de la Seconde Guerre mondiale, une partie de la ligne est détruite entre les ponts de Laeken et Van Praet, la ligne est alors déviée à partir du 5 septembre 1944 par l'itinéraire de la ligne 52 et son terminus déplacée à Bruxelles-Nord ceci jusqu'au 17 avril 1945 où le service est rétabli par l'itinéraire classique.

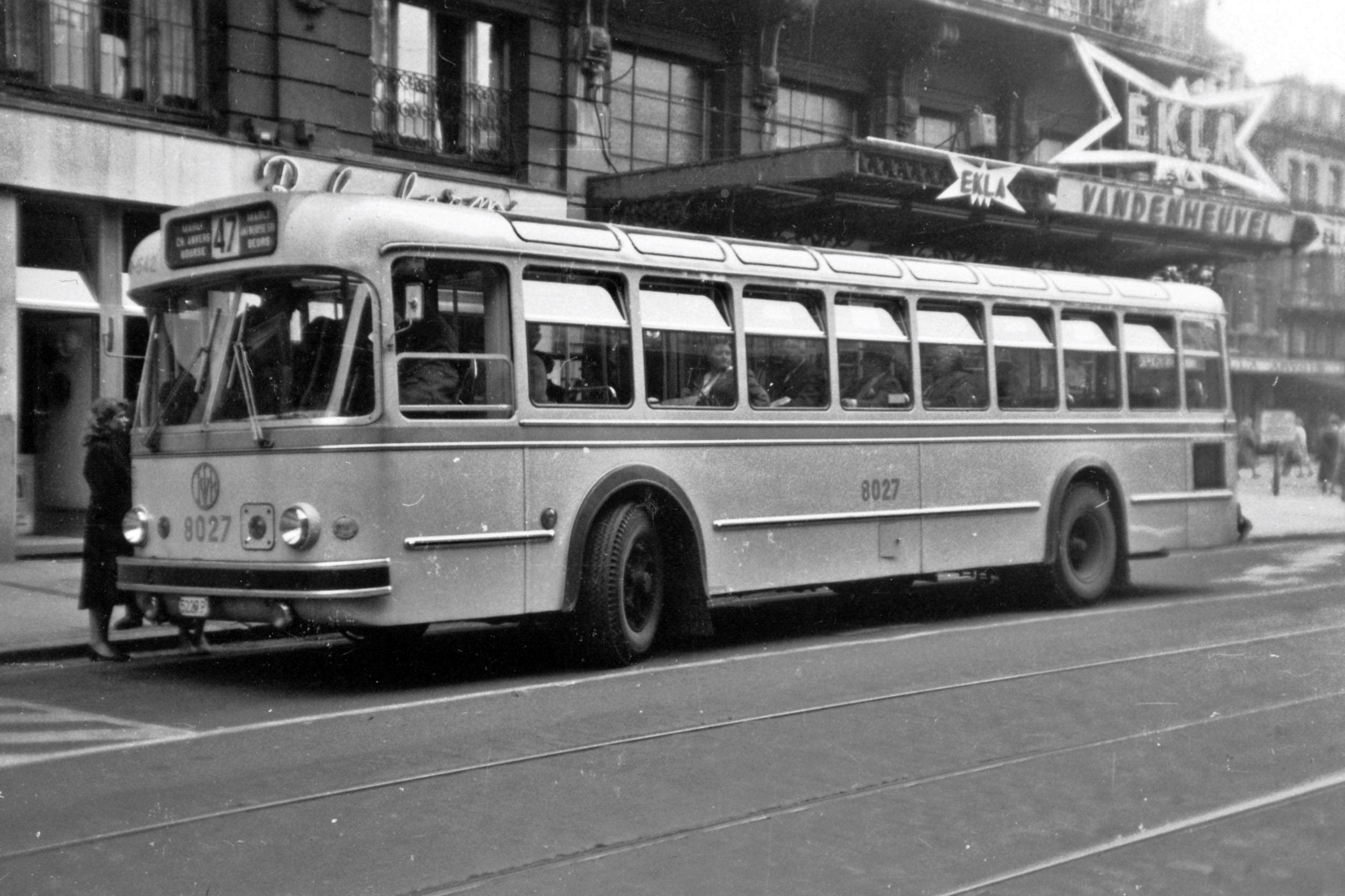
13 08 1957, Brossel A96 DAR sur la ligne 47 à son terminus rue Auguste Orts au coin avec la place de la Bourse.

La ligne est supprimée le 2 juillet 1957 entrainant la fermeture à tout-trafic des sections Bruxelles Outre-Ponts - Pont Van Praet et Neder-Over-Heembeek Heembeek - Marly. La ligne est remplacée par une ligne d'autobus sous le même indice, c'est là la première ligne du réseau à être remplacée par des autobus.